# Vlasov (Reeder)
Alexandre Vlasov (* 1880 in Nowotscherkassk; † 1961) und sein Sohn Boris Vlasov (* 13. März 1913 in Odessa; † 2. November 1987 in Monaco) waren die führenden Mitglieder einer russischstämmigen, zunächst in Italien, später in Monaco ansässigen Reeder-Familie, die mit verschiedenen Schifffahrtsunternehmen seit 1925 die internationale See-Wirtschaft maßgeblich mitbestimmt hatte.
Insgesamt fuhren bislang über 1000 Schiffe für den Konzern. Die eigenen Schiffe waren ursprünglich erkennbar an einem großen „V“ am Schornstein; heute findet sich das „V“ in den Unternehmensnamen der Unternehmensgruppe. Die bekannteste aller Unternehmen der Vlasovs war die Sitmar-Line, die zu den Wegbereitern der internationalen Kreuzschifffahrt gehörte.

## Herkunft und Unternehmensgründung
Der Unternehmensgründer Alexandre Vlasov wurde geboren am Don, 30 km nordöstlich von Rostow. Seine Familie gehörte zur Volksgruppe der Donkosaken. Mit 13 Jahren verließ er seinen Heimatort und begab sich nach Odessa, der Hafenstadt am Schwarzen Meer. An der Universität von Odessa studierte er Bauingenieurwesen und nach Abschluss des Studiums arbeitete er als Sanitäringenieur bei der Stadtverwaltung von Odessa. Im Jahr 1910 heiratete er seine Frau Vera, drei Jahre später wurde sein Sohn Boris geboren. Da sich Vlasov während der Oktoberrevolution entsprechend seiner Familientradition gegen die Bolschewiki stellte, musste er 1917 aus Odessa fliehen, er selbst kehrte nie mehr nach Russland zurück. Es gelang ihm, seinen Sohn Boris mitzunehmen, zu seiner Frau verlor er in den Wirren der Revolution den Kontakt.
Er siedelte sich in der rumänischen Hauptstadt Bukarest an und versuchte sich mit verschiedenen Geschäften, so auch mit Gebrauchtwagenhandel.
1925 konnte Vlasov eine Geschäftsbeziehung mit einer polnischen Kohlenmine eingehen und begann, kleine Mengen Kohle nach Rumänien zu importieren und hier zu verkaufen. Das Geschäft entwickelte sich erfolgversprechend und Vlasov begann, auch Länder rund um das Mittelmeer zu beliefern, insbesondere Italien war zu dieser Zeit der europaweit größte Kohleimporteur. Zum Transport der Kohle charterte er Schiffe von der rumänischen „Romania Prima Societate Nationale de Navigatione Maritima“, die in Bukarest ihr Hauptquartier hatte. Ende der 1920er Jahre konnte er in diesem Unternehmen zum Juniorpartner aufsteigen. Als er 1933 von der polnischen Mine die Exklusivrechte für den Verkauf in den Mittelmeerländern bekam, weitete er seine Geschäftsbeziehungen bis in die Türkei aus und konnte auch die rumänische Reederei als Eigentum erwerben. Fünf Schiffe mit je einer Tonnage zwischen 3.000 und 4.000 Tonnen liefen für Vlasov, von denen er drei der älteren ausmusterte und dafür drei neuere erwarb: Prabova, Siretul und Oltrul. 1934 wurde die Reederei eingetragen auf den Namen „"Alexandre Vlasov Societate de Navigatione"“: Vlasovs erstes selbst gegründetes Schifffahrtsunternehmen.
Im gleichen Jahr eröffnete Vlasov eine Niederlassung in Mailand, die „Sindacato Italiano Combustibili“, woraus das Acronym Sitcom entstand. Weiterhin expandierte er nach Griechenland und gründete die Reederei Scomar, abgeleitet von „Societe Commerciale et d’Armement SA“, die über drei Frachtschiffe verfügte, und Ende des Jahres 1934 gab es auch im ägyptischen Alexandria ein Büro „Ing. Alexandre Vlasov“, später umbenannt in "Overseas Shipping & Coal Trade Co Ltd.", auch  Ovscot genannt.
Aber nicht nur im Mittelmeerraum verfolgte Vlasov seine Interessen. So kaufte er 1936 in London von dem Schiffsmakler Manuel Kulukundis ein Frachtschiff namens Campden Hill und gründete sogleich auch das britische Unternehmen "Campden Hill Steam Ship Co Ltd." als Betreiber des Schiffes. Die Flotte wurde sofort um die Schiffe Sunstone und Pearlstone erweitert. 1937 verkaufte Vlasov die Campden Hill wieder an die Japaner und gründete zwei weitere britische Unternehmen: Einmal als Schiffseigner das Unternehmen "The Alva Steam Ship Co Ltd.", für das er wieder mit Unterstützung des Unternehmens "Rethymnis & Kulukundis" eine Flotte von drei Schiffen auf britischen Werften bauen ließ; ihre Größe lag bei ca. 5.000 Tonnen, die Namen waren Lodestone, Gemstone und Starstone. Weiterhin gründete er die "Navigation & Coal Trade Co Ltd." als Schiffs-Makler- und -Betreiberunternehmen.
Da sich Alexandre Vlasov ohnehin meist in seinem Mailänder Büro aufhielt, nahm er die politischen Veränderungen in Rumänien zum Anlass, 1938 mit seiner Familie nach Italien umzusiedeln. Im gleichen Jahr beförderten die verschiedenen Unternehmen Vlasovs bereits rund 2 Millionen Tonnen Kohle, womit er zu einem der führenden „Kohlenhändler“ Europas wurde.
Obwohl er aus seinem Vaterland hatte fliehen müssen, blieb er seiner Heimat stets sehr verbunden und so hatte er bereits mit der Gründung der Mailänder "Sitcom" einen Agenten in Odessa eingesetzt. Dieser hieß Luiggi Valazzi und war der Sohn eines italienischen Akademikers, der bereits vor dem Ersten Weltkrieg nach Odessa ausgewandert war und das Odessa-Büro der italienischen Schiffskompanie „Societa Italiana di Servizi Marittimi“, besser bekannt als Sitmar, leitete. Etwa zur gleichen Zeit wie auch Vlasov musste er aus Russland fliehen und ging nach Italien zurück. 1931 hatte dann die italienische Regierung die vielen verschiedenen Schifffahrtsdienste des Landes reorganisiert und die Linien, die Sitmar bedient hatte, dem „Lloyd Triestino“ übergeben. Seither war der Unternehmensname Sitmar unbenutzt. Als nun 1938 Vlasov nach Italien umsiedelte, brachte ihn sein Odessa-Agent Luigi Valazzi auf die Idee, diesen Namen wieder zu beleben. So wurde am 30. April 1938 die „Societa Italiana Transporti Marittimi SpA“ gegründet, die unter dem Acronym SITMAR weltweit bekannt wurde. Das Hauptquartier des Unternehmens lag in der Via del Conservatorio 15 in Mailand, aber es gab auch ein Büro in Genua. Alexandre setzte seinen Sohn Boris, der inzwischen ein Studium am Polytechnikum in Wien absolviert hatte, als Präsidenten des Unternehmens ein, Luigi Valazzi wurde Geschäftsführer.

## Unternehmensentwicklung bis zum Ende des Zweiten Weltkriegs
Die ersten Schiffe der Reederei Sitmar wurden aus der britischen "Campden Hill Steam Ship Co Ltd." ausgegliedert und unter italienischer Flagge registriert, es waren die Sunstone und die Pearlstone, sie wurden umbenannt in Castelverde und Castelnuovo. Als drittes Schiff gesellte sich dazu die Castelbianco. Zu dieser Zeit waren die Schiffe des Unternehmens zu erkennen am schwarzen Schornstein mit einem großen weißen V.
1940 gründete Alexandre Vlasov in New York die "Alvion Steamship Corporation", registrierte deren Schiffe allerdings in Panama. Weiterhin entstand 1941 in Argentinien die „Compania Argentina de Navegacion de Ultramar SA“, kurz Canumar. Diese erhielt die bisher in Rumänien registrierten Schiffe Prabova und Oltrul sowie eine Tochtergesellschaft namens „Compania Sud Americana de Export & Import“, bekannt als Cosadex als Betreiberin zweier Fischtrawler.
Mit Eintritt Italiens in den Zweiten Weltkrieg befand sich die Castelbianco in argentinischen Gewässern, und da sich Argentinien offiziell neutral verhielt bzw. mit den Achsenmächten sympathisierte, lag das Schiff in Buenos Aires sicher. 1941 allerdings schlug sich das Land auf die Seite der Alliierten und italienische Schiffe wurden konfisziert.
Die Castelverde operierte mit Kriegsbeginn im Mittelmeer und wurde zur Nachschubversorgung für das Deutsche Afrikakorps unter General Rommel eingesetzt. Am 14. Februar 1942 wurde sie auf dem Seeweg zwischen Neapel und Tunis von dem U-Boot HMS Unruffled bei Cap Bon torpediert und versenkt.
1943 erhielt Sitmar noch zwei Schiffe, die Italien von Frankreich erbeutet hatte, eines mit Namen Potenza, es sank am 20. August 1944 vor Marseille; das zweite namens Caltanisetta sank 1944 bei Viareggio.
Alexandre Vlasov selbst zog sich während des Krieges auf einen rund 5000 ha großen Bauernhof in der Nähe von Alta Gracia in der argentinischen Provinz Córdoba zurück, den er erworben hatte, als er die Canumar gründete. Das Land bewirtschaftete er allerdings nicht selbst, sondern vermietete es parzellenweise an ortsansässige Kleinfarmer, womit er die schädlichen Auswirkungen monokultureller Bodennutzung auf diesem großen Land erfolgreich verhinderte. Hier musste er mit ansehen, wie er im Laufe des Krieges alle seine Schiffe einbüßte, letztendlich existierte von seinem Unternehmensimperium für lange Zeit nur noch der Name.

## Neubeginn nach dem Zweiten Weltkrieg
Sofort nach dem Ende des Krieges begann Vlasov eine neue Flotte aufzubauen und nutzte dafür den Umstand, dass jetzt zahlreiche ausgediente Standard-Kriegsschiffe zum Verkauf standen. Er erwarb 1947 die Schiffe Vassar Victory und Wooster Victory, beide noch 1945 als Truppentransporter der "Victory"-Klasse mit einem schnellen Dampfturbinenantrieb gebaut und deshalb gut als Flüchtlingsschiffe geeignet.
Die Vassar Victory wurde unmittelbar nach ihrem Erwerb in Castelbianco umbenannt und unter italienische Flagge gestellt. 1952 wurde sie zum Passagierschiff umgebaut und die Tonnage von 7604 auf 10139 erhöht. Ihr neuer Name lautete danach Castel Bianco.
Die Wooster Victory, die zunächst unter argentinischer und panamaischer Flagge fuhr, wurde 1950 in Italien neu registriert und erhielt den Namen Castelverde. 1953 wurde auch sie zum Passagierschiff umgebaut, von 7607 auf 9006 Tonnen vergrößert und in Castel Verde umbenannt.
Weiterhin kaufte Alexandre Vlasov 1949 ein amerikanisches C3-Schiff, das er in ein Passagierschiff für 1800 Personen, eine für diese Zeit unglaubliche Kapazität, umbauen ließ. Die Ausstattung war luxuriös, mit Suiten, Bars und Salons, ebenso Swimmingpool. Das Schiff erhielt den Namen Fairsea.
Später sollten alle Schiffe der Sitmar-Line das "FAIR" in ihrem Namen tragen, dazu einen gelben Schornstein mit einem großen, dunkelblauen V.
Vlasov ließ die drei genannten Schiffe im Charter für die International Refugee Organization (IRO), der Internationalen Flüchtlingsorganisation der Vereinten Nationen, als Emigrantenschiffe laufen.
1950 erwarb Vlasov ein weiteres C3-Schiff, das bereits eine wechselvolle Geschichte hinter sich hatte (siehe dazu Hauptartikel Steel Artisan), um es ebenfalls als Flüchtlingsschiff einzusetzen. Als aber 1952 die UN die Flüchtlingsfahrten einstellten, ließ er das Schiff 1952 zunächst in ein Transportschiff mit dem Namen Castel Forte umbauen.
Die anderen Schiffe gingen in den Service zwischen Genua und Australien bzw. Zentralamerika, wo sie im Wesentlichen für Auswandererüberfahrten eingesetzt wurden. Bereits mit diesen Schiffen wurde ein Renommee erworben, das für Sitmar charakteristisch werden sollte: Hervorragende Unterbringung, Verpflegung und Betreuung der Passagiere.
Als 1957 infolge der Auswanderungswelle nach Australien die Nachfrage nach Schiffspassagen sprunghaft anstieg, wurden die Castel Bianco und die Castel Verde an die "Spanish Line" verkauft, wobei sie unter den Namen Begona und Monserrat bis 1973 bzw. 1974 liefen und dann verschrottet wurden. Mit dem Erlös aus dem Verkauf der beiden Schiffe wurde die Castel Forte von Sitmar bei der Bethlehem Steel Company auf Staten Island von New York zu einem Passagierschiff umgebaut. Der neue Name des Schiffes lautete Fairsky, weitere Schiffe gleichen Namens sollten folgen.
Zu den Schiffen Fairsea und Fairsky gesellte Vlasov die 1952 umgebaute Castel Felice, die bei der "BI-Line" unter dem Namen Kenia gelaufen war, und den ehemaligen Truppentransporter Oxfordshire, erworben von der Bibby Line und später in Fairstar umbenannt.
Aus diesen ersten Anfängen entwickelte sich die Sitmar-Line nun zu einem der führenden Unternehmen in der Passagier-Schifffahrt während der 1950er Jahre. Sie bot regelmäßige Reisen zwischen Europa und Australien sowohl für Auswanderer als auch für Urlaubsreisende an und bediente ebenso das Touristikgeschäft von Europa nach Zentral- und Südamerika sowie über den Nordatlantik nach Kanada und in die USA.

## Sanierung der Flotte
1961 starb Alexandre Vlasov und sein Sohn Boris übernahm die Leitung des Konzerns. Er verlegte den Unternehmenssitz nach Monaco.
Einen heftigen Einschnitt in die bisher erfolgreiche Unternehmensentwicklung gab es 1968, als sich abzeichnete, dass Sitmar die Charterverträge mit Australien verlieren würde. Um dies abzuwenden, kaufte die Reederei von der Cunard Line die Schiffe Charinthia und Sylvania, zwei von vier 1956 gebauten Schwesterschiffen, aber das konnte die Situation nicht mehr retten. Als schließlich 1969 im Maschinenraum der Fairsea ein Feuer ausbrach, in dessen Folge das Schiff verschrottet werden musste, verlor Vlasov 1970 die australischen Charterverträge an die "Chantries-Line".
Es war ein Ausdruck großer unternehmerischer Weitsicht, dass Boris Vlasov jetzt den Entschluss fasste, die Unternehmensstrategie vollständig auf das Kreuzfahrtgeschäft umzustellen und in den stark konkurrierenden nordamerikanischen Markt einzusteigen, denn nachdem 1974 die Peninsular and Oriental Steam Navigation Company, kurz auch "P&O" genannt, als damals weltweit ältestes und größtes Schifffahrtsunternehmen mit der 1965 gegründeten "Princess Cruise Line" das Unternehmen P&O Princess Cruise gründete und ihr Schiff Pacific Princess zum Star der Fernsehserie The Love Boat machte, expandierte das weltweite Kreuzfahrtgeschäft fast explosionsartig.
Als erste Maßnahmen wurden die Castel Felice verkauft und die von Cunard 1968 erworbenen Schiffe in Kreuzfahrtschiffe umgebaut. Die Carinthia erhielt jetzt den Namen Fairsea, die Sylvania hatte bereits bei ihrem Erwerb den Namen Fairwind erhalten. Zusammen mit Fairsky und Fairstar hatte Sitmar nunmehr vier eigene Schiffe in Betrieb und erwarb damit in den 1970er und 1980er Jahren einen exzellenten Ruf in der internationalen Kreuzfahrtszene.
Boris Vlasov wusste, dass die Konkurrenz enorm war und die Fortschritte im Schiffbau ebenfalls. Also mussten neue, modernere Schiffe in die Flotte integriert werden. Der erste Schritt dazu war, 1978 die Fairsky zu verkaufen, um sie durch ein neueres Schiff zu ersetzen. Der Reeder hatte dafür ein 1956 bei Fairfield Shipbuilders in Glasgow gebautes Schiff namens Empress of Britain vorgesehen, welches Großbritanniens erstes vollklimatisiertes Passagierschiff war. Der Eigentümer dieses Schiffes, die "Greek Line", hatte es in Queen Anna Maria umbenannt, musste es aber in der Krise der 1970er Jahre, in der viele Schifffahrtsunternehmen insolvent wurden, verkaufen. Allerdings hatte Vlasov hier das Nachsehen, weil die Konkurrenz schneller war: Der Verkauf ging an die Carnival Cruise Lines, einem der Erzrivalen von Sitmar.
Der nächste Modernisierungsversuch folgte 1979 mit dem Erwerb der portugiesischen Principe Perfeito, einem 1960 bei Swan, Hunter & Wigham Richardson Limited gebauten Schiff, welches mittlerweile zu einem 820-Passagiere-Schiff names Al Hasa umgebaut worden war. Nachdem es zwischen 1976 und 1980 zum Objekt mehrerer Bombendrohungen wurde, erwarb es die "Fair Line", eine Tochtergesellschaft von Sitmar und gab ihm wieder den Namen Fairsky. Man wollte es in ein Luxus-Kreuzfahrtschiff nach amerikanischem Vorbild umwandeln. Dieser Umbau sollte Kosten von ca. 40 bis 45 Millionen Dollar verursachen, wobei vollkommen unsicher war, ob man trotz eines solchen Aufwandes der mit dem Erfolg von Fairsea und Fairwind entstandenen Nachfrage nach Kreuzfahrtangeboten mit einem solchen alten englischen Schiff würde gerecht werden können.

## Schiffsneubauten
In dieser wirtschaftlichen Lage entschloss sich Boris Vlasov nun zu einem Schritt, den sein Vater nie gegangen war: Er nahm einen Schiffsneubau in Angriff, denn bisher hatte die Sitmar Line stets nur relativ „alte Dampfer“ erworben und saniert.
Das unwirtschaftliche Projekt Fairsky (2) wurde gestoppt, damit aber der Name Fairsky für das Unternehmen erhalten blieb, erhielt die ex-Al Hasa nun den Namen Vera und in dem griechischen Reeder Giannis Latsis einen neuen Eigentümer.
Für die Fachwelt war es völlig klar, dass Sitmars neues Schiff den Namen Fairsky erhalten würde. Ansonsten aber hatte Vlasov einige Überraschungen parat:
- Erstens: Er wählte für sein Bauvorhaben eine französische Werft, und zwar die C.N.I.M. (Constructions Navales et Industrielles de la Mediterranee) in der Nähe von Toulon.[11]
- Zweitens: Das mit der Baunummer 1436 auf Kiel gelegte Schiff sollte mit 38.000 BRT eines der bisher größten Kreuzfahrtschiffe werden, lediglich die Oceanic war mit 39.000 BRT und die Canberra mit 45.270 BRT größer. Kaum aber hatte der Bau begonnen, setzte das große „Wettrüsten“ ein, welches bis heute die Kreuzfahrtwelt bestimmt. Die Reederei P&O verkündete, sie wolle ein Schiff bauen, welches neue Maßstäbe setzen sollte: 45.000 Tonnen groß, 1200 Passagiere, nur Außenkabinen und auf zwei Decks Kabinen mit privaten Balkons. Der Name solle Royal Princess lauten.[12] Natürlich lief P&O mit diesem Projekt der Sitmar Line den Rang ab, was Vlasov keinesfalls akzeptieren wollte. Bei laufender Fertigung wurde Hull 1436 auf 46.000 Tonnen vergrößert und war damit das zu diesem Zeitpunkt absolut größte Passagierschiff der Welt.
- Drittens: Obwohl der dieselelektrische Antrieb mittlerweile auch im Schiffbau fast selbstverständlich war, ließ Vlasov sein Schiff mit zwei umgebauten Dampfturbinen ausrüsten. Somit war die Fairsky (3) der letzte „Dampfer“ der Kreuzfahrtgeschichte im wörtlichen Sinne.

Nach wie vor aber war ein wichtiges Standbein der Vlasovschen Unternehmungen das Schiffs-Management, die damit befassten Unternehmen wurden 1984 unter einer Holding namens V.Group zusammengefasst. Mit den hier erwirtschafteten Gewinnen konnte Boris Vlasov die Flottenerneuerung konsequent weiter vorantreiben, denn die Konkurrenz-Unternehmen Carnival Corporation und Royal Caribbean Cruise Line hatten bereits Kreuzfahrtschiffe der vierten Generation mit einer Tonnage von ca. 70.000 Tonnen und mit 1000 Kabinen in der Entwicklung. Am 26. Juni 1986 unterschrieb der Reeder einen 153-Millionen-Dollar-Vertrag mit der französischen Werft Chantiers de l’Atlantique über die Konstruktion eines Kreuzfahrtschiffes für 1600 Passagiere; die Hull-Nummer lautete B29, nach Fertigstellung sollte das Schiff auf den Namen Sitmar Fairmajesty getauft werden.
Gleichzeitig verhandelte Vlasov mit dem italienischen Schiffbau-Unternehmen Fincantieri Cantieri Navali Italiani SpA, das mit seinen insgesamt acht Werften eines der bedeutendsten Schiffbau-Unternehmen Europas darstellt. „Fincantieri“ konnte mit 200-jähriger Schiffbauerfahrung zwar vom Fischkutter bis zum U-Boot alles auf Kiel legen, hatte aber seit fast 30 Jahren kein Passagierschiff mehr gebaut. Insofern war die Absicht Vlasovs, hier einen Kreuzfahrer der vierten Generation fertigen zu lassen, sowohl eine Herausforderung als auch eine große Chance für das italienische Unternehmen. Eine weitere Besonderheit war, dass man den italienischen Architekten Renzo Piano gewinnen konnte, das Design des Schiffes zu übernehmen. Es kam zu einem Vertragsabschluss über den Bau von zwei Schiffen zu je 280 Millionen Dollar und „Fincantieri“ baute auf der Werft in Monfalcone das Schiff mit der Hull-Nr. 5839, Hull-Nr. 5840 folgte ein Jahr später.
Der Kritik einiger EU-Länder, die sich daran stießen, dass das Vlasovsche Unternehmen seinen Unternehmenssitz zwar in Monaco hatte, aber offiziell als italienische Reederei galt – was bei dem Fincantieri-Geschäft auch steuerliche Vorteile bedeutete –, begegnete Vlasov mit der Gründung einer italienischen Tochtergesellschaft namens Astramar mit Sitz in Palermo. Diese galt nominell als Eigentümerin der beiden Fincantieri-Schiffe, Sitmar-Line trat als Leasing-Nehmer auf.

## Niedergang und Ende von „Sitmar“
In der zweiten Hälfte des Jahres 1987 befand sich die Reederei auf dem Höhepunkt ihrer wirtschaftlichen Entwicklung. Von den vier im Service befindlichen Schiffen war die Fairstar nahezu 100%ig im Australien-Dienst ausgelastet, die anderen drei waren gut im amerikanischen Markt etabliert. Drei weitere Schiffe modernster Entwicklung waren in Bau bzw. in Planung. Die Zukunft des Unternehmens schien für Jahre gesichert.
In dieser Situation verstarb Boris Vlasov.
Den Verlust der Führungsperson konnte die hinterbliebene Unternehmensleitung einschließlich der Vlasovschen Familie offenbar nicht bewältigen, sehr schnell verlor sie die Kontrolle über den Betrieb. Bereits im Februar 1988 musste die Muttergesellschaft Sitmar International einen Block von Anteilen an eine nicht näher bezeichnete europäische Investmentgruppe verkaufen. Einige Marketingmaßnahmen sollten das Erscheinungsbild des Unternehmens modernisieren: Das altbekannte blaue V auf gelben Schornstein wurde ausgetauscht gegen das Symbol eines Schwans, gebildet aus roten und weißen Linien des Sitmar-S. Die gleichen S-Linien wurden waagerecht am Rumpf getragen. Weiterhin folgte die Gesellschaft dem sich zu dieser Zeit abzeichnenden Trend, den Namen der Reederei mit dem Schiffsnamen zu verknüpfen, also wurde aus dem Schiffsnamen Fairsea der Name Sitmar Fairsea oder aus Fairwind wurde Sitmar Fairwind usw. Diese mehr oder weniger kosmetischen Maßnahmen brachten jedoch kaum wirtschaftlichen Erfolg.
Mittlerweile begann planmäßig am 5. März 1988 in Frankreich der Bau von B29 (Sitmar FairMajesty), aber auch hier stellten sich sehr bald Zahlungsschwierigkeiten ein.
Das war die große Stunde von "P&O". Um sich gegen die Konkurrenz von Carnival und Royal Caribbean zu behaupten, gab es zu dieser Zeit bei "P&O" ohnehin Überlegungen, mit einem anderen Kreuzfahrt-Unternehmen zu fusionieren. Um aber den Vorsprung in der eingesetzten Tonnage aufzuholen, hätte es Jahre bedurft. Die plötzlich führerlos gewordene Sitmar aber verfügte genau über das gesuchte und bereits fortgeschrittene Neubauprogramm. Als es mit dem Bau von B29 zu Schwierigkeiten kam, gelang es am 28. Juli 1988 dem P&O-Vorsitzenden Lord Sterling, den Erben von Sitmar das Unternehmen für den relativ niedrigen Preis von 210 Millionen Dollar abzukaufen und in die Tochtergesellschaft P&O Princess Cruises zu integrieren. Diese wurde mit den 3 neuen Superschiffen der 4. Generation schlagartig zum Spitzenunternehmen in der Branche. B29 wurde getauft als Star Princess. Hull 5839 von Fincantieri lief 1989 vom Stapel und wurde die Crown Princess, in Deutschland später auch bekannt unter den Namen A'Rosa Blu bzw. AIDAblu. Hull 5840, das Schwesterschiff, folgte 1990 als Regal Princess.

## Fortführung des Unternehmens durch die Vlasovschen Erben
Nach dem Verkauf von Sitmar Cruises fassten die Vlasovschen Erben die Reste der Schifffahrtssparte in einer Tochtergesellschaft der V.Group unter dem Namen V.Ships zusammen und konzentrierten sich vollständig auf das Fracht- und Tankergeschäft. Einige Schiffe befanden sich im Besitz der Reederei, das Kerngeschäft aber bildete das Schiffsmanagement für andere Unternehmen. In diesem Geschäftszweig konnte sich das Unternehmen behaupten und soweit konsolidieren, dass es versuchen konnte, erneut einen Fuß in das Kreuzfahrtgeschäft zu setzen.
Zu diesem Zweck wurde bereits 1988 das Unternehmen V.Ships Leisure als neues „Freizeit-Department“ gegründet und 1993 die ehemals zum Konzern gehörende Fairwind von Princess Cruises zurückgekauft. Die Vermarktung des Schiffes am Reisemarkt übertrug man langfristig dem deutschen Touristikunternehmen Phönix Reisen in Bonn. Am 18. August 1993 startete die erste Kreuzfahrt unter dem neuen Namen Albatros. Bis zu ihrer Stilllegung im November 2003 reisten zahlreiche deutsche Urlauber mit der erstgenannten Albatros.
Auch das unter dem Namen Seven Seas Navigator bekannte Kreuzfahrtschiff basiert auf einem Neubau, der 1991 auf der russischen Admiralitäts-Werft in St. Petersburg für ein eisgangfähiges Forschungsschiff begonnen, jedoch nicht fertiggestellt wurde. 1999 kaufte V.Ships den Rumpf, ließ ihn bei T. Mariotti in Genua komplettieren und vercharterte das Schiff an Radisson Seven Seas Cruises (seit März 2006 Regent Seven Seas Cruises).
Weiterhin gründete V.Ships in einem Joint Venture mit der römischen Familie Lefebvre, der die Vlasov-Erben angehören, eine Tochtergesellschaft namens Silversea Cruises. Dabei verfolgten die Gründer die Vision eines vollkommen neuen Kreuzfahrt-Konzeptes, das mit Sicherheit den Intentionen der Unternehmensgründer Alexandre und Boris Vlasov entsprach: Die Fahrgäste sollten Start- und Zielort der Kreuzfahrt selbst bestimmen können (personalisierte Reisen), die Ausstattung und Durchführung im Ultra-Luxussegment erfolgen. Bei der T. Mariotti-Werft wurden zwei Schiffe in Auftrag gegeben, deren Neubau in Zusammenarbeit von drei Werften erfolgte. Die Rümpfe wurden bei C N Visentini di Visentini Francesco & Cia gefertigt, die Decksaufbauten montierte Mariotti und für den Innenausbau wurde schließlich die Werft Societa Esercizio Cantieri in Viareggio verpflichtet. Das erste der beiden Schiffe, getauft auf den Namen Silver Cloud, begann am 2. April 1994 vom römischen Hafen Civitavecchia aus seine Jungfernfahrt, das Schwesterschiff Silver Wind folgte ein Jahr später. Das neue Konzept hatte Erfolg und somit wurden weitere Schiffe gebaut. Ende des Jahres 2018 bestand die Flotte von Silversea Cruises aus neun Schiffen.
Die Unternehmensgruppe V.Group bzw. V.Ships war 2011 nach eigenen Angaben einer der weltweit größten Anbieter von Schiffsmanagement-Services. Der Konzern bereederte zu diesem Zeitpunkt eine Flotte von über 1.000 Schiffen, verfügte über 60 Büros mit weltweit 1.600 Mitarbeitern und über 24.000 seegehende Personen. Im Juli 2011 wurde die Gruppe an einen kanadischen Private-Equity-Investor verkauft.

### In englischer Sprache
- Internetseite von V.Ships
- Materialsammlung zur Passagierschifffahrt von Ian Boyle
- Bildersammlung über die Schiffe von Sitmar-Line von Reuben Goossens
- Fotoseite Fairsea
- Fotoseite Fairsky (3)
- private Website von Mike Ristuccia
- Webseite über die Geschichte der Sylvania